# Flathead Lake

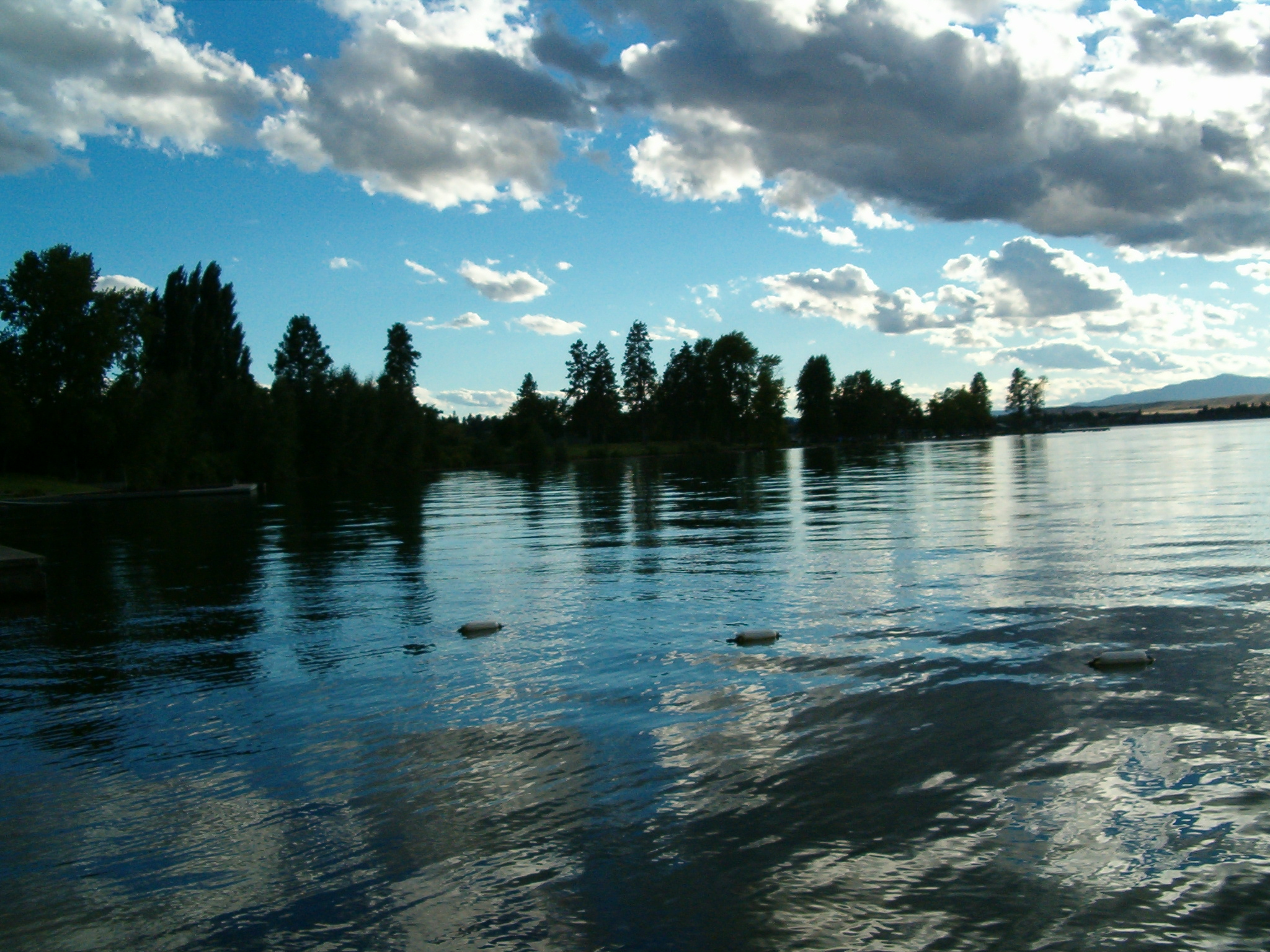
Flathead Lake

Flathead Lake är en stor sjö i Montana. Sjön är 113 meter djup. Dess yta är 495,9 km². Flathead Lake är en sötvattenssjö och har utlopp genom Flathead River, som är en biflod till Columbiafloden.
47°54′6″N 114°6′15″V / 47.90167°N 114.10417°V